# 蔣光源
蒋光源（？—？），號衷沂，福建晉江福全所人，祖籍直隸歙縣（今安徽），明朝政治人物，同進士出身。

## 生平
廣東布政使司參議蒋光彦從弟。諸生蒋君用次子。嘉靖四十三年（1564年）倭寇侵擾福建沿海一帶時，其父曾協助族伯福全千戶所千戶蔣鎰防守福全所城，使城內百姓免遭倭寇毒手。万历十九年（1591年）中辛卯科福建鄉試舉人。万历二十九年（1601年）辛丑科同進士。工部觀政，授安慶府儒學教授，三十一年官至南京國子監博士。

## 家族
曾祖蔣元寬。祖父蔣維勳。父蔣君用，號沂泉，庠生。母黄氏。